# Трдевац
Трдевац (Трђевац) (алб. Tërdec) је насеље у општини Глоговац, Косово и Метохија, Република Србија.

## Становништво
| Демографија | Демографија | Демографија |
| Година      | Становника  | Становника  |
| ----------- | ----------- | ----------- |
| 1948.       | 477         |             |
| 1953.       | 532         |             |
| 1961.       | 625         |             |
| 1971.       | 753         |             |
| 1981.       | 985         |             |
| 1991.       | 1.254       |             |